# Mandevilla sagittarii
Mandevilla sagittarii är en oleanderväxtart som beskrevs av R. E. Woodson. Mandevilla sagittarii ingår i släktet Mandevilla och familjen oleanderväxter. Inga underarter finns listade i Catalogue of Life.